# Ясенская Переправа
Ясе́нская Перепра́ва — посёлок в Ейском районе Краснодарского края.
Входит в состав Ясенского сельского поселения.

## География
Находится в 13 километрах к юго-востоку от станицы Ясенской, с которой соединён шоссейной дорогой. Расположен на песчаной пересыпи, разделяющей Ханское озеро и Бейсугский лиман Азовского моря. По пересыпи проложена грунтовая дорога, связующая Ясенскую Переправу с хутором Труд и — далее — со станицей Каневской. С 2023 года дорога перекопана каналом со стороны хутора Труд и со стороны Ясенской Переправы. Проезд невозможен для любого вида транспорта.

## Население
| 2002 | 2010 |
| ---- | ---- |
| 797  | ↘777 |

## История
Основана Ясенская Переправа в 1878 году двумя предпринимателями-греками, Креази и Архангеловым, как хлебный порт: на берегу Ясенского гирла были возведены причалы, хлебные амбары и бараки для наёмных рабочих. Порт успешно конкурировал с соседними Ейском и Приморско-Ахтарском благодаря свой глубоководности — суда могли грузить не на внешнем рейде, транспортируя товары от берега на лодках, а непосредственно у пирсов. Рабочих нанимали сезонно, ибо зимою работа порта прекращалась.
В 1914 году амбары смыло наводнением, часть людей погибла. Порт восстановили, а взамен амбаров построили элеватор. После событий 1917 года посёлок превратился в рыболовецкий. Ныне ежегодно в начале мая рядом с посёлком в акватории Азовского моря проводится фестиваль кайтсёрфинга «Ясенмай».